# Mrinal Sen
Mrinal Sen (Bangladesh, 14 de maio de 1923 — Calcutá 30 de dezembro de 2018) foi um cineasta e político indiano.